# Cyclo-découverte
 (décembre 2022).
Si vous disposez d'ouvrages ou d'articles de référence ou si vous connaissez des sites web de qualité traitant du thème abordé ici, merci de compléter l'article en donnant les références utiles à sa vérifiabilité et en les liant à la section « Notes et références ».
Une cyclo-découverte est une randonnée de cyclotourisme. Elle nécessite donc de disposer d'une bicyclette en état de fonctionnement correct.

## Description
Une cyclo-découverte consiste en un petit parcours de longueur relativement limitée (entre 20 et 30 kilomètres) sur un thème précis et sous la conduite d'un guide qui connaît bien à la fois l'itinéraire et le thème choisi. C'est une création de la Fédération française de cyclotourisme (FFCT). Une cyclo-découverte n'est ni une randonnée permanente, ni un voyage itinérant ni un brevet de cyclotourisme. Ce n'est que du tourisme à bicyclette proposé par un cyclotouriste passionné par sa région.
Une cyclo-découverte porte donc généralement le nom du thème. Par exemple: « les lavoirs de la vallée de la Cisse » ou « les étangs de Sologne ».
En France, le terme « cyclo-découverte » a été déposé par la FFCT, qui en est donc la propriétaire.
Actuellement, c'est une offre relativement peu développée, qui pourrait l'être davantage à l'avenir, au vu des différents enjeux environnementaux, et de santé mentale en particulier.

## Bénéfices
Les publics cibles sont : 
- Les familles avec enfants qui profiterait d'une randonnée à allure douce.
- Les jeunes adultes recherchant une activité de plein air, sans compétition, dans un cadre collectif.
- Le public féminin moins enclin à la pratique en compétition, avec des contraintes familiales fortes.
- Toute personne souhaitant se fixer des défis réalistes, mais craignant de n'avoir pas le niveau pour rouler en club.
- Les personnes ayant connu des parcours médicaux complexes (dépression / trouble du comportement alimentaire / anxiété) :

Dans tous ces cas, l'activité permet de gagner voir de reprendre de l'estime de soi.

## Freins à son développement
Ce type d'activité pourrait être proposé le weekend par les clubs FFCT locaux, mais ceux-ci par manque de bénévoles /  animateur/moniteur ne le proposent pas forcément.
Cela nécessite de créer des parcours adaptés, sans difficulté importante.